# Ludovic-Mohamed Zahed
Pour les articles homonymes, voir Zahed.
Ludovic-Mohamed Zahed, né à Alger le 29 septembre 1977, est un imam et un docteur en sciences humaines et sociales. Publiquement homosexuel, Zahed est le fondateur des Homosexuel-le-s musulman-e-s de France (HM2F) et Musulman-e-s progressistes de France (MPF), membre fondateur du réseau international inclusif (IniMuslim) et de celui interreligieux LGBT+ (Gin-Ssogie) et coordinateur de recherche clinique à l'Hôpital Nord de Marseille.
Il est à l'origine de la première mosquée inclusive de France qui accueille les personnes LGBT musulmanes. Il est également le premier homme musulman français à s'être marié civilement avec un autre homme (en Afrique du Sud).

## Biographie
Né Mohamed Lotfi Zahed à Alger en 1977,. Ses parents émigrent en France lorsqu'il a un an. Il revient dans sa ville natale pendant la guerre civile algérienne, il grandit entre l'Algérie et la France. En quête de spiritualité, il rejoint les salafistes de Kouba (un quartier dans la banlieue d'Alger), dans l'espoir d'y trouver l'apaisement mais finit par quitter ce groupe qui ne lui convient pas. Il découvre son homosexualité à l'âge de 17 ans, amoureux de l'homme qui lui a enseigné le Coran pendant 5 ans, et s'éloigne de l'islam pour y revenir plus tard à travers le bouddhisme.
Il immigre en France avec ses parents qui s'installent à Marseille en 1995. C'est là qu'il vit sa première relation de couple et sexuelle avec un homme votant Front national.
Zahed est contaminé par le VIH à 19 ans. Il obtient la nationalité française à l'âge de 20 ans, adoptant « Ludovic » comme prénom. Il crée l'association Homosexuels musulmans de France en 2010. Il crée également, en 2012 à Paris, une « mosquée inclusive », ouverte à tous,, dans une salle de prière, hébergée par un ami bouddhiste à la Goutte d'or,.
En août 2011, il se marie civilement avec Quiyaam en Afrique du Sud et religieusement à Paris. Il est ainsi le premier homme musulman français à s'être marié religieusement avec un autre homme,.
Il est également titulaire d'un doctorat en anthropologie, avec une thèse intitulée L'émergence publique des minorités sexuelles musulmanes et les mutations d'un rapport inclusif à l'islam en France ; il a également effectué un doctorat de psychologie sociale (2011-2014) qu'il a publié (2016) sans l'avoir présenté devant un jury universitaire.
En avril 2014, il participe à la conférence « Rethinking Homosexuality in Islam » organisée par Adi Bharat à Boston University.
Il a marié religieusement deux femmes iraniennes le 2 août 2014 à Stockholm, en Suède,.
À Marseille, il ouvre un lieu de prière inclusif et un centre de formation à distance intitulé Calem, « pour former une nouvelle génération d'imams, avec des femmes et des personnes LGBT »,. Plus tard, en 2019, des projets de nouvelles mosquées inclusives sont proposées par, les imames Kahina Bahloul  (projet de mosquée Fatima), Eva Janadin et Anne-Sophie Monsinay (projet de mosquée Sîmorgh) qui proposent la mixité hommes femmes au moment de la prière et une direction féminine de la prière,. Il met en 2019 en contacte la photographe Camille Farrah Lenain avec son réseau pour lui permettre de réaliser Fumée sans feu, une série de portraits photographiques de la communauté LGBTQIA+ musulmane française.

## Prises de position
Selon Ludovic-Mohamed Zahed, l'homosexualité n'est pas interdite par le Coran et il déplore ce tabou qu'est devenue l'homosexualité dans les pays du Maghreb. Il plaide pour un islam qui ne serait ni homophobe ni misogyne.
En France, il a pris position en faveur du mariage pour tous en déclarant : « Si le prophète Mahomet était vivant, il marierait des couples d'homosexuels. »
Il réagit à l'attentat homophobe d'Orlando en juin 2016 en estimant que l'homophobie est plus une question de politique que de religion islamique, déclarant notamment que « tous les fascismes, et l'État islamique en est un, s'attaquent aux minorités sexuelles. ».

## Publications
- Révoltes extraordinaires : Un enfant du sida autour du monde, Paris, L'Harmattan, 2011, 205 p. (ISBN 978-2-296-56608-8, lire en ligne).
- Jocelyne Dakhlia (dir.), L'émergence publique des minorités sexuelles musulmanes et les mutations d'un rapport inclusif à l'islam en France : Des représentations sociales et identitaires alternatives (thèse de doctorat en anthropologie sociale et ethnologie), EHESS, 2015 (SUDOC 187833958, présentation en ligne).
- Le Coran et la chair : Témoignage, Paris, Max Milo, 2012, 189 p. (ISBN 978-2-315-00348-8)[4].
- (en) Queer Muslim Marriage : Struggle of a gay couple's true life story towards Inclusivity & Tawheed within Islam, CALEM, 2013, 204 p. (ISBN 978-1-4839-9020-0).
- LGBT Musulman.es : Du Placard aux Lumières, face aux obscurantismes et aux homo-nationalismes, Des Ailes sur un Tracteur, 2016, 291 p. (ISBN 978-1-326-48566-5).
- Homosexualité, Transidentité & Islam : Étude systématique & systémique des Textes arabo-islamiques, France, Éditions Calem, coll. « Averroes », 2017, 64 p. (ISBN 978-1544670119, lire en ligne ).
  - Traduction en anglais : (en) Homosexuality, Transidentity, and Islam : A Study of Scripture Confronting the Politics of Gender and Sexuality (trad. Adi S. Bharat, préf. Jan Jaap de Ruiter), Amsterdam, Amsterdam University Press, 2019, 131 p. (ISBN 978-94-6372-031-1, présentation en ligne).

## Documents
- Florent Manelli, 40 LGBT+ qui ont changé le monde, tome 2, Lapin Éditions, 2020 (ISBN 978-2-37754-108-9, OCLC 1233284617, BNF 46657656), « Ludovic Mohammed Zahed », p. 26-27..
- « France : imam et gay » [vidéo], sur ARTE, 21 janvier 2022 (consulté le 23 janvier 2022)
- Sonia Kronlund, « L'imam gay », Les Pieds sur terre, France Culture, 13 juin 2016 (consulté le 29 juin 2016).